# Чарльз Браун (генерал)
Чарльз Квінтон Браун-молодший (англ. Charles Q. Brown Jr.; нар. 1962) — американський воєначальник, генерал Повітряних сил США (2018), 22-й начальник штабу Повітряних сил США (2020—2023). 21-й Голова Об'єднаного комітету начальників штабів США (1 жовтня 2023—21 лютого 2025).
У 2020 році журнал Time включив Брауна до списку 100 найвпливовіших людей світу.

## Біографія
Військова кар'єра
- 28 лютого 1985 — другий лейтенант
- 28 лютого 1987 — перший лейтенант
- 28 лютого 1989 — капітан
- 1 серпня 1996 — майор
- 1 липня 1999 — підполковник
- 1 червня 2005 — полковник
- 20 листопада 2009 — бригадний генерал
- 3 липня 2013 — генерал-майор
- 29 червня 2015 — генерал-лейтенант
- 26 липня 2018 — генерал

Чарльз Квінтон Браун-молодший народився в 1962 році в сім'ї військового в Сан-Антоніо, штат Техас. Його батько Чарльз К. Браун-старший, прослужив 30 років в армії, дослужившись до звання полковника. Його дід по батьківській лінії, Роберт Е. Браун, був призваний у Другу світову війну і брав участь у бойових діях на Тихоокеанському театрі бойових дій на Гаваях і Сайпані.
Браун закінчив Техаський технологічний університет у Лаббоку, отримавши ступінь бакалавра наук у галузі цивільного будівництва. Поступив на навчання до Корпусу підготовки офіцерів резерву ПС. Після завершення цієї програми ROTC він отримав звання другого лейтенанта і розпочав свою офіцерську кар'єру.
У 1994 році Браун здобув ступінь магістра аеронавігаційних наук в авіаційному університеті Ембрі-Рідла в Дейтона-Біч, штат Флорида.
З 1985 року Чарльз Браун проходив службу в лавах Повітряних сил, обіймав різні посади в ескадрильї та на рівні крила, був інструктором винищувача F-16 у Школі озброєння ПС США. Працював науковим співробітником з питань національної оборони в Інституті аналізу оборони в Александрії, штат Вірджинія.
Браун командував ескадрильєю винищувачів, Школою озброєння ПС США та двома винищувальними крилами. Одним з них було 8-е винищувальне крило, яке отримало прізвисько «Вовча зграя», на авіабазі Кунсан, Південна Корея. Також був директором відділу операцій, стратегічного стримування та ядерної інтеграції штаб-квартири Повітряних сил США в Європі — Африці на авіабазі Рамштайн, Німеччина. Він пілот-командир з понад 2900 годинами нальоту, включаючи 130 годин бойових вильотів.
У червні 2015 року Брауна призначили командувачем Центрального командування ПС США (USAFCENT). У липні 2016 року він став заступником командувача Центрального командування США. Браун особисто очолював усі операції військової авіації на Близькому Сході та в Центральній Азії, а також був заступником командувача USCENTCOM.

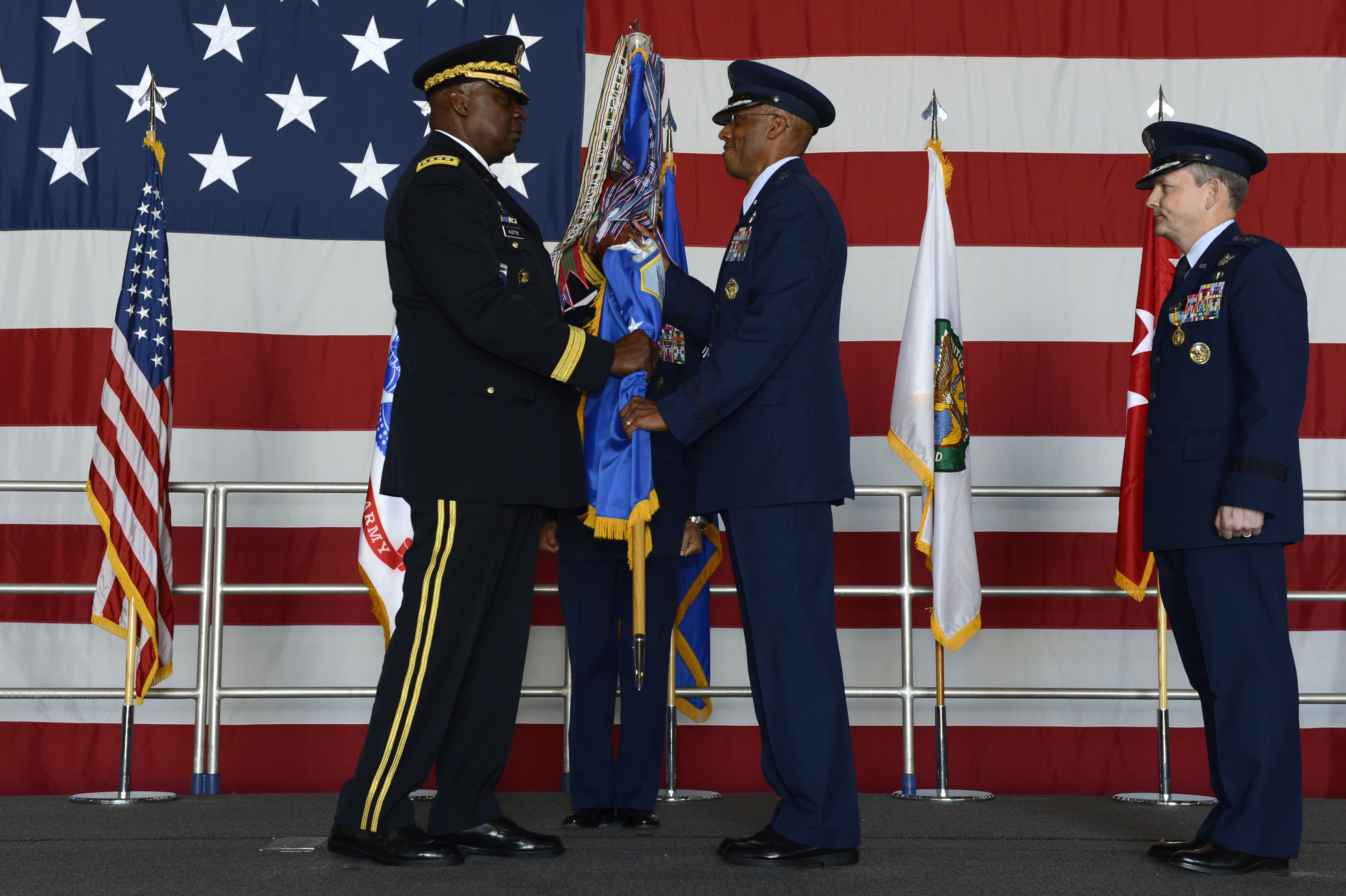
Церемонія вступу в посаду командувача авіацією Центрального командування ЗС США з передачею прапору генералом Л.Остіном. 29 червня 2015

У липні 2018 року Браун був призначений наступником генерала Терренса Дж. О'Шогнессі, який пішов на підвищення на посаду командувача Північного командування ЗС США, на посаді командувача Тихоокеанськими ПС. На цій посаді Браун отримав звання чотиризіркового генерала. Як командувач PACAF генерал Браун керував усіма основними операціями американських ПС в Індо-Тихоокеанському регіоні.
2 березня 2020 року Білий дім оголосив, що президент Дональд Трамп висуне Брауна на посаду наступного начальника штабу ПС, на заміну генералу Девіду Голдфейну. 9 червня 2020 року Сенат США одностайно затвердив Брауна (98–0) наступником Голдфейна на посаді начальника штабу ПС США. З цим підтвердженням він став першим афроамериканцем, який очолив вид Збройних сил США. Як начальник штабу ПС він консультує президента, міністра оборони та Раду національної безпеки з питань військової авіації.
25 травня 2023 року, під час свого виступу президент США Джо Байден офіційно оголосив про заміну глави Об'єднаного комітету начальників штабів США. Місце Марка Міллі, адже його повноваження закінчуються восени 2023 року, займе генерал Чарльз Браун.
21 лютого 2025 року президент Дональд Трамп оголосив про звільнення Брауна. Трамп назвав Брауна "прекрасним джентльменом" і "видатним лідером", з іншого боку натякаючи на майбутні звільнення.